# NOB VT 300
De VT 300, ook wel Alstom type Coradia LINT 41 genoemd, is een dieselmechanisch motorrijtuig of treinstel, een zogenaamde light train met lagevloerdeel voor het regionaal personenvervoer van de Nord-Ostsee-Bahn (NOB).

## Geschiedenis
De LINT is ontworpen door fabrikant Linke-Hofmann-Busch (LHB) uit Salzgitter. Het acroniem LINT staat voor "Leichter Innovativer Nahverkehrstriebwagen". De treinen vervangen oudere treinen.
De Nord-Ostsee-Bahn GmbH is 100% dochter van Veolia Transport. Het hoofdkantoor is gevestigd in Kiel.
Doordat het inzet gebied op 9 december 2012 overging naar DB Regionalbahn Schleswig-Holstein gingen deze treinstellen naar NordWestBahn.

## Constructie en techniek
Het treinstel is opgebouwd uit een aluminium frame met een frontdeel van GVK. Typerend aan dit treinstel is de toepassing van Scharfenbergkoppeling met het grote voorruit. De treinen werden geleverd als tweedelig dieseltreinstel met mechanische transmissie. De trein heeft een lagevloerdeel. Deze treinen kunnen tot drie stuks gecombineerd rijden. De treinen zijn uitgerust met luchtvering.

### Nummers
Deze treinstellen zijn als volgt genummerd:
| Lijst van de NOB |          |                                         |             |
| Nummer NOB       | Eigenaar | UIC nummer                              | Opmerkingen |
| VT 301           | NOB      | 95 80 0648 361-3+95 80 0648 861-2 D-NOB |             |
| VT 302           | NOB      | 95 80 0648 362-1+95 80 0648 862-0 D-NOB |             |
| VT 303           | NOB      | 95 80 0648 363-9+95 80 0648 863-8 D-NOB |             |
| VT 304           | NOB      | 95 80 0648 364-7+95 80 0648 864-6 D-NOB |             |
| VT 305           | NOB      | 95 80 0648 365-4+95 80 0648 865-3 D-NOB |             |
| VT 306           | NOB      | 95 80 0648 366-2+95 80 0648 866-1 D-NOB |             |
| VT 307           | NOB      | 95 80 0648 367-0+95 80 0648 867-9 D-NOB |             |
| VT 308           | NOB      | 95 80 0648 368-8+95 80 0648 868-7 D-NOB |             |
| VT 309           | NOB      | 95 80 0648 369-6+95 80 0648 869-5 D-NOB |             |

## Treindiensten
De treinen worden door de Nord-Ostsee-Bahn tussen 5 november 2000 en 9 december 2011 ingezet op de volgende trajecten:
- Neumünster – Bordesholm – Kiel Hbf
- Kiel Hbf – Eckernförde